# Guillermo Rodríguez-Melgarejo

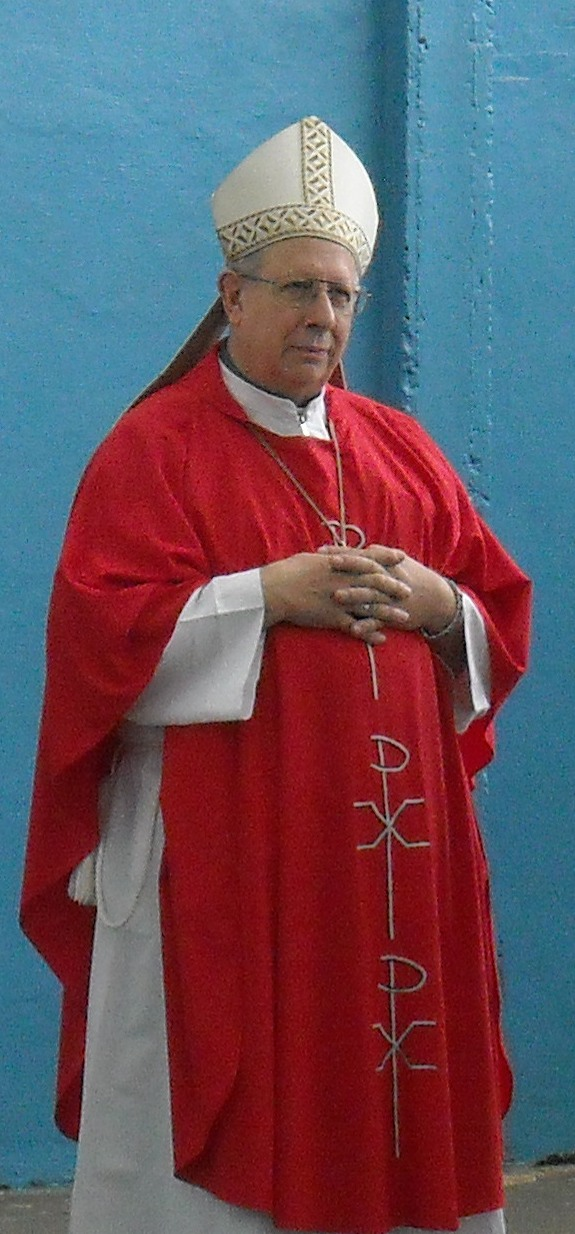
Guillermo Rodríguez-Melgarejo (2010)

Guillermo Rodríguez-Melgarejo (* 20. Mai 1943 in Buenos Aires; † 4. Januar 2021 ebenda) war ein argentinischer Geistlicher und römisch-katholischer Bischof von San Martín.

## Leben
Guillermo Rodríguez-Melgarejo studierte zunächst am Colegio Marianista und schloss seine Ausbildung 1959 als Kaufmann am Colegio Don Bosco ab. 1960 trat er in das Priesterseminar in Buenos Aires ein. Nach seiner theologischen Ausbildung empfing er am 23. Mai 1970 die Priesterweihe durch Juan Carlos Aramburu, Koadjutorerzbischof von Buenos Aires.
Er war Pfarrvikar am Heiligtums von San Cayetano in Liniers in Buenos Aires. Er hatte von 1970 bis 1978 die Leitung der Zeitschrift «Pan y Trabajo» inne. Er war anschließend Pfarrvikar von Santa Rosa de Lima (1972–1978) und Unserer Lieben Frau von Montserrat (1980–1981).
1972 beendete er ein Studium der Theologie an der Päpstlichen Katholischen Universität von Argentinien und studierte am römischen Päpstlichen lateinamerikanischen Kolleg „Pius“ und der Päpstlichen Universität Gregoriana, wo er ein Studium in spiritueller Theologie (1980) und ein theologisches Doktorsstudium (1988) absolvierte.
Papst Johannes Paul II. ernannte ihn am 25. Juni 1994 zum Titularbischof von Ucres und zum Weihbischof in Buenos Aires. Die Bischofsweihe spendete ihm in der Kathedrale von Buenos Aires der Erzbischof von Buenos Aires, Antonio Kardinal Quarracino, am 27. September desselben Jahres; Mitkonsekratoren waren Eduardo Vicente Mirás, Erzbischof von Rosario, und José María Arancibia, Koadjutorerzbischof von Mendoza.
Er war Bischofsvikar der Region Flores (1994–2002) sowie Präsident der Bischofskommission für das geweihte Leben (1996–1999). Von 1999 bis 2002 und 2002 bis 2005 war Rodríguez-Melgarejo Generalsekretär der Argentinischen Bischofskonferenz (CEA). Er gehörte von 1996 bis 2017 der Ständigen Kommission der Bischofskonferenz an. Kardinal Jorge Mario Bergoglio ernannte ihn 2002 zum Generalvikar des Erzbistums Buenos Aires.
Am 30. Mai 2003 ernannte ihn Papst Johannes Paul II. zum Bischof von San Martín. Die feierliche Amtseinführung fand am 9. August desselben Jahres statt. 2014 wurde er während der 108. Plenarversammlung der argentinischen Bischofskonferenz zum Präsidenten der Bischofskommission für Glauben und Kultur und zum Mitglied der Ständigen Kommission gewählt.
Papst Franziskus nahm am 15. Juni 2018 seinen altersbedingten Rücktritt an.